# Friedrich Ehrendorfer
 (janvier 2018).
Si vous disposez d'ouvrages ou d'articles de référence ou si vous connaissez des sites web de qualité traitant du thème abordé ici, merci de compléter l'article en donnant les références utiles à sa vérifiabilité et en les liant à la section « Notes et références ».
Friedrich Ehrendorfer, né le 26 juillet 1927 à Vienne et mort le 28 novembre 2023, est un botaniste autrichien.